# Instituto Latinoamericano de la Comunicación Educativa

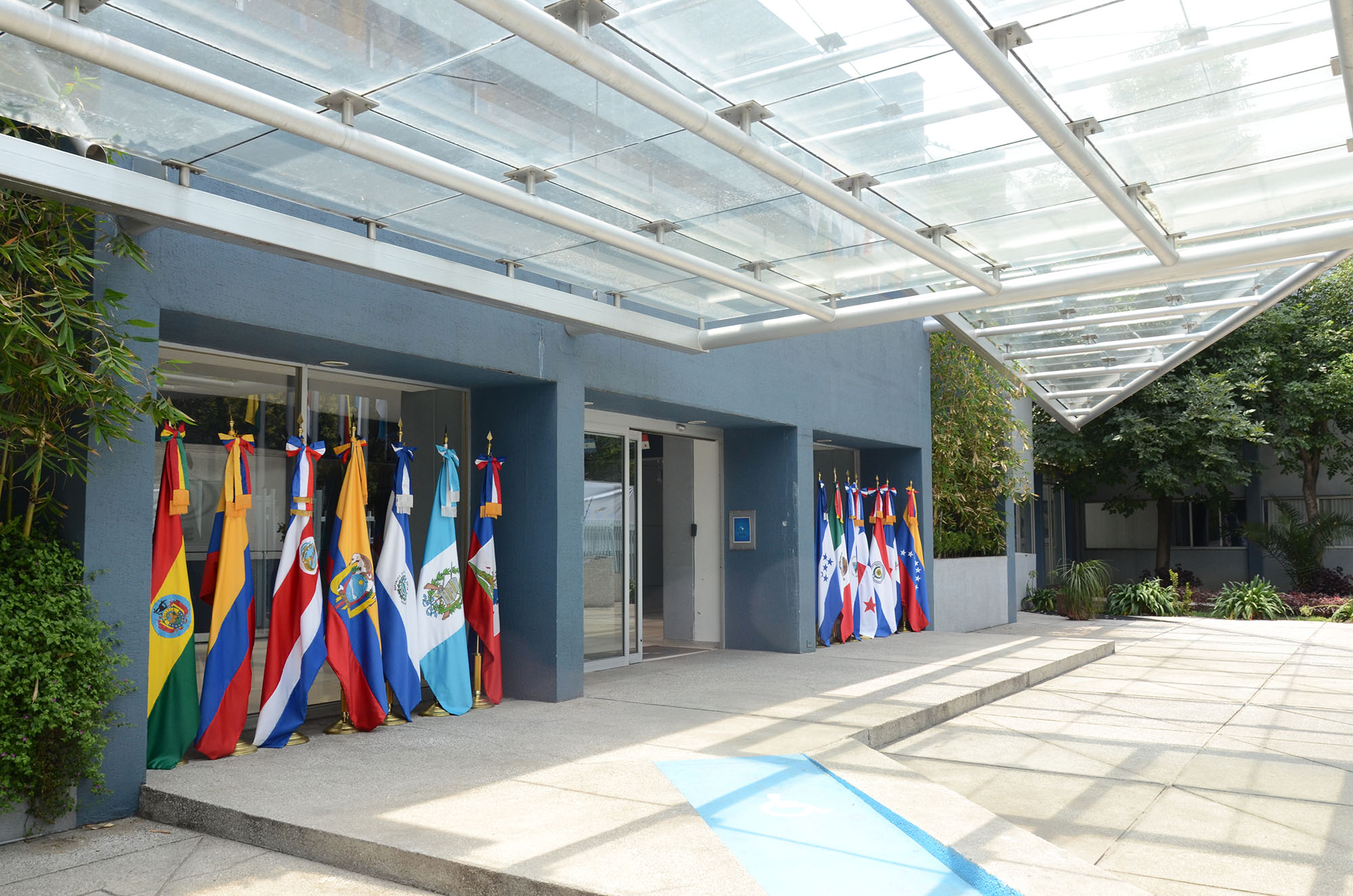
Sede del ILCE, Ciudad de México.

El Instituto Latinoamericano de la Comunicación Educativa (ILCE) es un organismo internacional intergubernamental con sede en México, creado por mandato de la UNESCO en 1956, con autonomía de gestión, personalidad o personería jurídica y patrimonio propio, estatus de misión diplomática, que trabaja para el desarrollo de la educación y de la cultura a través de la comunicación y la tecnología, al servicio de América Latina y el Caribe.
Tiene como objetivos la cooperación regional en la investigación, experimentación, producción y difusión de materiales audiovisuales; la formación y capacitación de recursos humanos en el área de la tecnología educativa; la recopilación de materiales y documentación audiovisuales; y los demás que convengan a los Estados miembros.
El ILCE fue creado en 1956, bajo un convenio entre la UNESCO y el Gobierno de México, estableciendo su sede en la capital de este país. Los Estados miembros que lo conforman son: Bolivia, Colombia, Costa Rica, El Salvador, Guatemala, Haití, Honduras, México, Nicaragua, Panamá, Paraguay, República Dominicana y Venezuela. El ILCE contribuye en proyectos educativos y sociales, con la finalidad de hacer accesible la educación a toda la población para mejorar la calidad de vida en personas, comunidades y sociedades de América Latina en general, especialmente en los países miembros.

## Historia
El ILCE tiene su origen en la VIII Conferencia General de la Organización de las Naciones Unidas para la Educación, la Ciencia y la Cultura (Unesco), en Montevideo, Uruguay, en 1954, donde se acordó la creación de un organismo regional que contribuyera al mejoramiento de la educación a través de la aplicación de medios y recursos audiovisuales, al que se le denominó Instituto Latinoamericano de la Cinematografía Educativa (ILCE), fijándose como sede la Ciudad de México. Dos años más tarde la Unesco y el Gobierno Mexicano firman el Convenio que formalizó la creación del ILCE, el cual tuvo vigencia por dos años con posibilidad de prórroga, designando a José O. Kimball como primer director general. 
Se acuerda que el ILCE debería promover la objetivación de la enseñanza, como medio de renovación de los métodos pedagógicos, apoyada en el uso de los medios y recursos audiovisuales, en ese entonces: carteles, filminas, acetatos (transparencias), franelógrafo, títeres a mano, entre otros. El ILCE se instaló en una sección de la Unidad Artística y Cultural del Bosque de Chapultepec  complejo cultural ubicado a espaldas del Auditorio Nacional. Inicia la elaboración de diapositivas y filminas en blanco y negro y a color con un grupo de 53 especialistas latinoamericanos. Durante sus primeros años el ILCE recibe el apoyo fundamental de diversos organismos internacionales como la Unesco y la OEA lo que le permite al tiempo que producía y distribuía materiales educativos, dar asistencia técnica y adiestramiento de personal en la producción y uso de estos materiales,  tanto en sus propias instalaciones como y en los países de la región que lo solicitaban.
A fines de la década de los años 60, respondiendo a una evaluación interna y a las necesidades de la región, cambia su nombre a Instituto Latinoamericano de la Comunicación Educativa, amplió sus objetivos y campo de acción; se fortalecieron las funciones para convertirlo en  "Centro de reflexión continental", cuya tarea primordial fue aprovechar los recursos tecnológicos para modernizar y satisfacer las carencias educativas de Latinoamérica. La política institucional fue incluyente, se propició la participación activa de los países latinoamericanos en el planteamiento y realización de las tareas del instituto, vinculando las actividades del ILCE con las instituciones nacionales especializadas de América Latina, en programas de trabajo en conjunto.
Más adelante, en 1978, en el marco de la Segunda Reunión Extraordinaria del Consejo Directivo del Instituto, con el consenso de los representantes de doce países asistentes, se suscribió un Convenio de Cooperación para reestructurar al ILCE y reorientar sus actividades hacia los campos de la tecnología y la comunicación educativas,  a fin de fortalecer la cooperación regional, otorgando un servicio más eficaz y acorde con la evolución de las continuas transformaciones en el ámbito de la educación y, por ende, de los medios de comunicación con los que se auxiliaba. 
El ILCE ha pasado de la elaboración de filminas a la producción de video y transmisiones de televisión educativa; de cursos breves a la innovación educativa y programas de posgrado; de capacitación presencial a la educación a distancia y en línea; de reuniones de trabajo a seminarios y congresos; de la acumulación de información a la creación de un Centro de Documentación y una Mediateca; de la publicación de folletos a la edición de libros; del diseño de programas de cómputo al multimedio interactivo.
Como parte de su adaptación a las tecnologías digitales para ampliar su impacto educativo, en los últimos años se creó la Biblioteca Digital del ILCE, una plataforma que ofrece acceso gratuito a una vasta colección de obras de literatura, arte, historia, y ciencia, incluye materiales didácticos y recursos específicos para personal docente y estudiantes, entre otros. Esta iniciativa busca promover la cultura en los países de Latinoamérica y el Caribe, permitiendo la descarga de textos sin necesidad de registro. 
En la búsqueda de alternativas que apoyen a la educación, el ILCE extiende sus actividades a la región iberoamericana por medio de acuerdos bilaterales con instituciones afines, universidades, organismos internacionales y ministerios de educación.

## Línea del tiempo
1954 En la VIII Conferencia General de la Organización de las Naciones Unidas para la Educación, la Ciencia y la Cultura (Unesco), en Montevideo, Uruguay, se acordó la creación de un organismo regional que contribuyera al mejoramiento de la educación a través de la aplicación de medios y recursos audiovisuales, dando origen al Instituto Latinoamericano de la Cinematografía Educativa (ILCE).
1956 El 30 de mayo, la Unesco y el Gobierno Mexicano firman el Convenio que formalizó la creación del ILCE.
1957 El ILCE inicia formalmente sus funciones al ser ubicado en una sección de la Unidad Artística y Cultural del Bosque de Chapultepec.
1959  La Unesco y el Gobierno de México acordaron el Primer Seminario Latinoamericano de Ayudas Audiovisuales para la enseñanza Escolar y la Educación de Adultos, el ILCE fue la sede para los trabajos. En ese año y con el apoyo de la OEA,  el Instituto ofreció asistencia técnica a través de sus expertos y adiestramiento de personal para la producción en serie de películas fijas, tanto en sus instalaciones como en los países de la región.
1959-1962 El ILCE consolidó su operación a través de acciones de colaboración técnica para la creación, o en su caso, la ampliación de las Direcciones de Enseñanza Audiovisual de los Ministerios de Educación, la formación de técnicos latinoamericanos en ayudas audiovisuales, la creación de patronatos, sociedades pro-ayudas audiovisuales y cine clubes educativos. Se determinó que la dirección del ILCE constara de dos miembros, uno administrativo y otro técnico, bajo el control de un Comité Ejecutivo Internacional, además de un Consejo Consultivo que funcionó como mesa coordinadora para permitir la necesaria representación de los gobiernos latinoamericanos así como de la Unesco.
1964  La Unesco  y el Gobierno de México, con la participación activa del ILCE, organizaron el Seminario de Televisión Educativa para América Latina, donde se abordaron temas como el uso de la televisión para la educación de jóvenes y adultos; programas instructivos y sobre convivencia social; desarrollo de currículo de enseñanza en escuelas y universidades; bases de la cooperación entre pedagogos y productores de televisión, etc.
1966 Se lleva a cabo en Caracas, Venezuela, la Conferencia Regional sobre planeamiento y organización de programas de alfabetización en América Latina y el Caribe, en el cual se acuerda que en materia de cooperación internacional, la CEPAL, el BID, el CREFAL y el ILCE, presten apoyo a los esfuerzos nacionales de los países de la región, en materia de alfabetización y educación de adultos.
1967 El Consejo Ejecutivo de la Unesco designa una Comisión Especial para evaluar al Instituto, concluyendo que, una década después, en torno a las exigencias educativas, los recursos tecnológicos eran más poderosos y habían incrementado su eficacia: al cine se sumó la radio, televisión, videotape y los satélites de comunicaciones. Se sugirió la necesidad de reestructurar la composición interna del ILCE, dando prioridad al personal técnico-pedagógico.
1969 Como resultado de las recomendaciones se propone durante la 83.ª reunión del Consejo Ejecutivo de la Unesco el cambio de nombre por el de Instituto Latinoamericano de la Comunicación Educativa. Las siglas siguieron siendo las mismas pero se ampliaron sus objetivos y campo de acción, conservando su carácter internacional.
1970 El ILCE se transforma como un espacio permanente de estudio e investigación sobre comunicación educativa y educación audiovisual, a fin de enriquecer la enseñanza regional, enfocando sus actividades hacia la búsqueda y estudio de los avances tecnológicos para su aplicabilidad como instrumento de enseñanza. Los resultados y productos derivados de las investigaciones y experiencias educativas comprobadas, se harían del conocimiento de los países participantes para su beneficio. En el mismo sentido, y continuando con la labor de enseñanza iniciada años antes con cursos centrados en la práctica, se crea la Escuela de la Comunicación Educativa (ECE), institucionalizando la enseñanza y cuyo objetivo principal fue ofrecer preparación especializada a docentes, funcionarios y administrativos latinoamericanos en diferentes ámbitos; ejemplo de ello es la formación como Especialistas en Comunicación Educativa en un programa de cuatro semestres. En ese año el Gobierno Mexicano se compromete a proporcionar facilidades necesarias para iniciar la incursión del ILCE a la televisión educativa (estudios de televisión, equipo e instalaciones para la preparación de expertos), con la condición de lograr la colaboración de los gobiernos de América Latina para la planeación y desarrollo de los trabajos en la materia.
1972 El ILCE con la colaboración de la Unión de Universidades de América Latina (UDUAL) organiza una reunión a la cual asisten 15 países de la región, para definir el empleo de la televisión educativa a nivel universitario en los países latinoamericanos, con el fin de hacer llegar la enseñanza superior a quienes no pudieran asistir a cursos regulares,  promoviendo la capacidad creadora y enriqueciendo la calidad de la enseñanza. En este año tuvo lugar en Sao Paulo, Brasil, organizado por el ILCE y por el Ministerio de Educación de Brasil, el Seminario Latinoamericano sobre Organización y Administración de Centros Audiovisuales y Regionales. El producto fue un documento conocido como Carta de Sao Paulo, en el que se planteó la colaboración permanente para el desarrollo educativo, empleando los medios masivos de comunicación.
1973  Se lleva a cabo el Seminario sobre una Experiencia de Teleducación Compartida, en una región de América Latina organizado por el ILCE-UNESCO, en Caracas, Venezuela del 29 de enero al 2 de febrero. Asistieron los países latinoamericanos signatarios del Convenio Andrés Bello y los miembros del Proyecto SERLA: expertos de la UNESCO y representantes de universidades e instituciones de estudios superiores y del Ministerio de Educación de Venezuela.
1974  El área de Producción Pedagógica queda a cargo de personal docente calificado y especializado en nuevas técnicas de comunicación. Se recomienda a las instituciones de educación superior incluir como una nueva opción formativa, la carrera de Experto en Comunicación Educativa, simultáneamente se promovió el intercambio entre los países de Latinoamérica para la preparación y actualización en las técnicas de producción pedagógica.
1975 Tuvo lugar en la Ciudad de México el Seminario Regional Latinoamericano sobre Sistemas de Radiodifusión Vía Satélite para la Educación y el Desarrollo, organizado por la OEA, la UNESCO y el gobierno de México, con la participación del ILCE y representantes latinoamericanos, donde se enfatizó la posibilidad de utilizar un satélite de comunicación de objetivo múltiple para transmitir programas educativos, así como se habló sobre la planificación de sistemas satelitales y políticas nacionales de comunicación; la alternativa de un satélite para el Sistema de Educación Regional Latinoamericano (Proyecto SERLA); las posibilidades de aplicación del espacio para actividades educativas y las relacionadas con el desarrollo en América Latina.
1977 Tuvo lugar la Reunión del Consejo Directivo, durante la misma se consideró indispensable encontrar nuevas formas de cooperación y concepciones comunes entre los países de la Región. La UNESCO estableció nuevas formas y condiciones para la colaboración financiera. A partir de entonces, trabajaría por proyectos, esquema bajo el cual se otorgarían los apoyos económicos. Se crea la Coordinación de Producción de Materiales Didácticos y Audiovisuales, que pondría especial interés en los aspectos de investigación y diseño para la producción que se destinaba a apoyar los programas de estudio y los métodos de enseñanza en primaria y secundaria.
1978 Se realizó la II Reunión Extraordinaria del Consejo Directivo en la Ciudad de México y con el consenso de los representantes de los 15 países asistentes, en ella se suscribió un Convenio de Cooperación para reestructurar al ILCE y reorientar sus actividades, a fin de que preste un servicio más eficaz a los países de la región en el campo de la tecnología educativa y de la comunicación educativa y cultural.
1979  En febrero entró en vigor el Convenio de Cooperación Regional, a partir de su ratificación por los gobiernos de México y de la República de Ecuador. Posteriormente, en el mismo año, se incorporaron: Bolivia, Colombia, Costa Rica, El Salvador, Guatemala, Haití, Honduras, Nicaragua, Panamá, Paraguay y Venezuela. El Instituto adquirió la categoría de organismo internacional al servicio de todos los países de América Latina y el Caribe en los campos de su competencia, manteniendo sus vínculos con la UNESCO, UNICEF, OEA, Crefal  para el desarrollo de programas educativos. El Convenio de Cooperación establece que los órganos de gobierno del ILCE serían: el Consejo Directivo y la Dirección General. El Consejo Directivo como órgano supremo estaría integrado por los representantes acreditados de los gobiernos de los Estados miembros, es decir, aquellos que firmaron o ratificaron el Convenio de Cooperación. Encabezarían el Consejo un presidente, un vicepresidente y el director general del Instituto quien a su vez realizará la función de secretario durante las reuniones del Consejo.
1980  Firma de convenio con UNESCO para integrar el Programa Regional de Capacitación en Comunicación para Población y Desarrollo al ILCE. Durante la IV Reunión del Consejo Directivo del ILCE se planteó como política fundamental orientar las acciones hacia la generación de sistemas de educación abierta y a distancia para preparar al personal necesario para planificar, desarrollar, implantar y operar sistemas educativos extraescolares y de promoción de la cultura.
1982  El ILCE y el gobierno de los Estados Unidos Mexicanos firmaron el acuerdo que fija como sede la Ciudad de México en cumplimiento con el Convenio de Cooperación. El Grupo de Estudios sobre el Financiamiento de la Educación de la SEP y el ILCE, publicaron en la colección “Prospectiva 2000” el volumen “La invención, innovación y difusión de la tecnología educativa en México”
1983  De septiembre a noviembre de 1983, se realizó el Taller Básico de Televisión, al que asistieron enviados de Colombia, República Dominicana, Guatemala, Bolivia y México. En ese año la OEA a patrocina varios programas educativos como el Proyecto Multinacional de Tecnología Educativa (PMTE),  como Técnico en elaboración de material didáctico audiovisual, Técnico avanzado en dirección y producción de programas de radio educativa, el FODCE centrado en la formación docente en comunicación educativa y el Proyecto Multinacional de Educación Media y Superior (Promesup)
1985  La Secretaría de Educación Pública de México y el ILCE suscribieron un convenio de colaboración para incorporar los medios electrónicos como apoyo al proceso enseñanza-aprendizaje e introducir la enseñanza del cómputo en la educación básica. Se creó la Coordinación del Proyecto Introducción de la Computación en la Educación Electrónica Básica (CoEEBa-SEP), para desarrollar el modelo de aplicación de la microcomputadora con fines didácticos y una metodología para el diseño de software educativo. Aparece el primer número de la Revista Tecnología y Comunicación Educativas, publicación académica especializada en los temas básicos del Instituto.
1986 Con el objetivo de promover la autoformación de los docentes para el análisis y evaluación de mensajes, se realiza el Simposio internacional ILCE-UNESCO- DEMAFOCCEB (Desarrollo de una metodología de apoyo para la formulación de una currícula complementaria a la educación básica), para elaborar una estructura metodológica que permitiera la lectura crítica y la recepción activa de los mensajes difundidos a través de los medios masivos de comunicación. Se dio especial importancia a la Cooperación Regional como vehículo de enlace para aproximarse a la realidad educativa de los países miembros y proponer proyectos aplicables en sus contextos específicos; se llevan a cabo misiones de cooperación regional a Bolivia, Colombia, Costa Rica, El Salvador, Ecuador, Guatemala, Honduras, Nicaragua, Panamá, Paraguay y Venezuela. 
1987 Como resultado de las misiones de cooperación realizadas en los países de Argentina, Bolivia, Canadá, Colombia, Costa Rica, Ecuador y Guatemala, se concertaron diversos cursos y estancias operativas con instituciones afines al ILCE. Inicia el proyecto ILCE- UNESCO, DEMAFOCCEB en su fase diagnóstica con tres vertientes: psicología del niño; sobre la educación pública y sobre los medios masivos de comunicación.
1988 Se inauguró el edificio que a partir de entonces alberga al ILCE. El Organismo participó en la Primera reunión latinoamericana de informática aplicada a la educación básica.
1989 Se establecieron convenios de cooperación con el Canal 11 de televisión, para impartir un programa de capacitación integral en televisión educativa a 20 profesores que producían la serie Apoyo a la Primaria por Televisión, de la SEP. Se puso en marcha, con el apoyo de la OEA, el Proyecto Multinacional de Educación Básica y Habilidades Comunicativas: Formación docente en comunicación educativa. Reunión de Programación de Proyectos Multinacionales de Educación, celebrada en la Washington, D. C.,  en ella se aprobó una propuesta proyecto presentado por el ILCE para la aplicación regional de la Maestría en Tecnología Educativa, por lo que se integró un Proyecto Multinacional al que se adhirieron instituciones educativas de Colombia, Ecuador, Trinidad y Tobago y Venezuela.
1990 El instituto intervino en  la Asamblea Constituyente del Consorcio Red de Educación a Distancia   (CREAD), la cual se realizó en  la Universidad Estatal de Pensilvania, incorporándose al mismo como socio fundador. Se convoca al Primer Concurso Nacional de Guiones para elaborar programas de computación educativos. Se efectúa la Primera Reunión Regional de Coordinación del Proyecto Multinacional, PROMESUP de la Maestría en Tecnología Educativa. En ese año se firmó el Convenio de Cooperación entre Radio Educación y el ILCE.
1991 El ILCE celebró su 35o aniversario, ratificando como su principal función la de fortalecer y ampliar las relaciones con los países del área y con otros organismos internacionales, que promuevan programas educativos de carácter multinacional en América Latina y el Caribe, así el programa de formación y actualización de recursos humanos se agrupaba en las áreas siguientes: Formación para el desarrollo de la tecnología educativa, Maestría en tecnología educativa, Comunicación educativa; Capacitación en el uso de los medios de comunicación electrónica con fines educativos;  Capacitación en el uso de tecnologías de instrucción; Diseño y producción de materiales didácticos; Taller de educación  para los medios y capacitación de asesores de sistemas de educación abierta. En ese mismo año se organizó el Seminario sobre el Guion Audiovisual Educativo, en el que participaron más de 60 guionistas de TV UNAM, el Centro Universitario de Estudios Cinematográficos (CUEC), la Universidad Pedagógica Nacional y el Consejo Nacional para la Prevención y Control del SIDA (CONASIDA). En agosto se establece el Memorándum de Entendimiento sobre Educación con Canadá, hasta el año 2000 y el Memorándum de Entendimiento sobre Educación con Estados Unidos dentro del Programa Binacional de Educación Migrante (PROBEM).
1992 Participación en la reunión de evaluación y programación del Proyecto Multinacional de Educación Media y Superior (PROMESUP) celebrada en Trinidad y Tobago bajo el auspicio del Departamento de Asuntos Educativos de la OEA. En el evento se analizaron los avances del proyecto. La  Maestría en Tecnología Educativa se imparte en  la Universidad Nacional de Educación a Distancia de Costa Rica y la Universidad Católica de Cuenca del Ecuador. Asimismo, se reanudaron las actividades de cooperación con la Dirección Nacional de Capacitación y Perfeccionamiento Docente del Ministerio de Educación y Cultura del Ecuador, lo que permitiría iniciar cursos de la maestría la ciudad de Quito.
1993 Se formaliza el convenio con Radio Educación de la SEP y se produjo un acercamiento con Radio UNAM, para realizar acciones de cooperación en beneficio mutuo.
1994 - Convocado por el ILCE, con la colaboración de la SEP y la OEA, se llevó a cabo el Seminario Internacional: Tecnología Educativa en el Contexto Latinoamericano, en el cual se buscó analizar los enfoques, aplicación e investigación de la tecnología educativa de los países de América Latina y el Caribe. Para atender, fortalecer, dar continuidad a la programación que en materia de educación formal y no formal realizaba la Unidad de Televisión Educativa de la SEP,  el ILCE puso en operación un canal de televisión cuyas transmisiones se realizan a través de la Red de Educación Vía Satélite (EDUSAT).  La señal abarcó toda la República Mexicana, el sur de los Estados Unidos, Centroamérica y el norte de Sudamérica; a medida que se fue consolidando, la programación del canal se estructuró para brindar apoyo a la educación básica, la actualización docente, la capacitación tecnológica, la divulgación científico–técnica, así como la difusión cultural. Asimismo el programa CoEEBa–SEP se moderniza conforme a las nuevas exigencias pedagógicas y surge el programa Informática para la Educación, cuyos objetivos estaban encaminados a fortalecer el proceso de enseñanza – aprendizaje, realizar estudios y diseñar estrategias para la incorporación de la tecnología multimedia.
1995 En julio, se suscribió un Convenio de colaboración entre el instituto y la SEP a través del cual se  establecieron los mecanismos necesarios para el trabajo conjunto del Programa de Educación a Distancia de acuerdo a los lineamientos planteados dentro del Programa de Desarrollo Educativo 1995 – 2000.  Creación de la Red ILCE, infraestructura informática que permitiera a usuarios internos y externos el acceso eficiente a Internet,  permitiendo construir la base de la Red Escolar y con ello contribuir al mejoramiento educativo de docentes y alumnos.  Se puso en marcha el Proyecto Videotecas Escolares para crear e  instalar infraestructura  en todas las secundarias generales y técnicas del país. Se montó un par de televisores, una videocasetera, una videograbadora y se entregaron guías para el uso del video en el aula.
1996 - El ILCE, en colaboración con la OEA y la Secretaría de Relaciones Exteriores ofreció durante siete años, distintos cursos de verano para becarios procedentes de América Latina, dentro del Programa de Actualización profesional de la Agencia Interamericana para la Cooperación y el Desarrollo (AICD). Primera Bienal Latinoamericana de Radio, en ILCE coorganizador con el Consejo Nacional para la Cultura y las Artes, Radio Educación y la Universidad Claustro de Sor Juana.
1997  Se desarrollan importantes convenios para el apoyo de programas de la SEP, destacan las acciones para la consolidación de la telesecundaria en Centroamérica, los proyectos piloto de Red Escolar, la Secundaria a Distancia para Adultos (SEA) y los programas de capacitación vinculados a ellos. Sexto Congreso Internacional sobre Telecomunicaciones y Multimedia en la Educación. TELED'97. Se celebró simultáneamente, en las ciudades de México y Austin, Texas, organizado por la UNAM, el ILCE y la International Society for Technology in Education (ISTE). El ILCE realizó el Primer Teleseminario Internacional Sobre Software Educativo, a través de teleconferencias vía satélite y por el taller complementario de asesorías a distancia. Consolidación de proyectos, firma de convenios de cooperación con los gobiernos y ministerios de educación de Bolivia, Colombia, Costa Rica, Guatemala, Honduras y Panamá la aplicación de la tecnología a la educación; la producción y distribución de materiales educativos; la formación y actualización de docentes y académicos.
1998  El Proyecto Red Escolar de Informática Educativa destinado a enriquecer el medio escolar, llegó a 2,436 centros educativos. Organizado por el ILCE y el Ministerio de Educación de Costa Rica se realizó el Foro Latinoamericano de Medios de Comunicación e Informática en la Educación, para dar a conocer los programas que sobre educación a distancia e informática educativa se desarrollan en América Latina. Con la colaboración de Televisa se inicia la transmisión de la Barra de programación Imagina, por el canal 4 de ese sistema privado. México, a través del ILCE participa en el proyecto internacional Estudio diagnóstico sobre las actitudes de los escolares y los maestros hacia la computadora, coordinado por la Universidad del Norte de Texas. Se fortalecieron las relaciones con Guatemala, Panamá, Costa Rica, República Dominicana, Bolivia y Colombia, para apoyar la operación, a través de Edusat, del modelo pedagógico de la telesecundaria en esos países. 
1999   Se suscribieron convenios de cooperación con los gobiernos de Bolivia y la UNESCO y Costa Rica, a fin de promover iniciativas relacionadas con la educación a distancia. Al periodo más de 500 escuelas rurales de Centroamérica reciben la telesecundaria a través de Edusat, beneficiando a miles de jóvenes. El gobierno mexicano y el ILCE reciben la distinción High Notes in Education por su labor en materia de educación a distancia en beneficio de México. También recibió el premio en la sede de National Geographic World en Washington D. C., junto con Canadá, China y Singapur por su contribución a la educación. En mayo del mismo año y con apoyo de la Subsecretaría de Servicios Educativos del Distrito Federal, se inició el desarrollo de la fase piloto del Proyecto Secundaria Siglo 21 (SEC 21), que pretende lograr el aprovechamiento convergente de Edusat, Red Escolar y otros medios tecnológicos, para mejorar la calidad de la educación. Se firma convenio interinstitucional SEP-UNAM-ILCE para el diseño de un Índice Terminológico de Clasificación Temática (Macro Tesauro Mexicano de Contenidos Educativos) y en colaboración con el Consejo de Normalización y Certificación de Competencia Laboral (CONOCER), se presenta proyecto piloto para elaborar normas técnicas de competencia laboral en televisión educativa y telecomunicaciones, con intención de que el ILCE asuma funciones como órgano certificador de esas normas. 
2000  De acuerdo al  proyecto piloto con  el CONOCER se integró un equipo de especialistas en el que participaron varias instituciones (Canal 11, ILCE, DGTVE) en la elaboración de la norma técnica “Sistematización de Documentación Audiovisual” y la  “Norma Mexicana de Catalogación de Acervos Videográficos”. El ILCE se afilió a la Corporación Universitaria para el Desarrollo de Internet II, AC (CUDI), asociación orientada hacia el fortalecimiento de la conectividad en las instituciones académicas de nivel superior.. Con la asesoría técnica del Instituto Nacional del Audiovisual de Francia (INA), financiado por BID, nace el Sistema Integral de la Videoteca Nacional Educativa a cargo de ordenar, clasificar y hacer accesibles contenidos audiovisuales y multimedia para apoyar el aprendizaje.
2001 Se desarrollan varios proyectos entre ellos el Aula Virtual que incorpora tecnología de punta para facilitar el proceso de enseñanza aprendizaje a través de apoyos didácticos que pueden ser utilizados en el mismo sitio o a distancia, por medio de videoconferencia, complementado por el uso de Internet, correo electrónico y la televisión. Por invitación del BID y a solicitud de la SEP el ILCE inició su participación en el desarrollo de los prototipos de un programa internacional de capacitación del magisterio de América Latina para física, matemáticas y español, basado en el uso de las tecnologías. El ILCE fue comisionado por la SEP para coordinar los trabajos técnicos y la producción de contenidos y servicios en las instalaciones del sector, determinadas como puntos públicos de acceso mediante la operación de la red de Centros Comunitarios Digitales proyectos e-México y Plazas Comunitarias.

## Cooperación con otros organismos
Además de las relaciones que mantiene con diversas instancias de sus países miembros, el ILCE ha promovido la relación con múltiples instituciones educativas y organismos nacionales y del extranjero, públicos y privados, con el propósito de conocer los avances y las tendencias en el desarrollo de la educación a distancia, además del establecimiento de múltiples acuerdos de cooperación con universidades y ministerios de educación de países miembros y no miembros del ILCE:
- DGTVE dependiente de la Secretaría de Educación Pública, produce programas no lucrativos en apoyo al Sistema Educativo Nacional, los cuales son transmitidos vía satélite a toda la República Mexicana a través de la RED EDUSAT y por el Canal Aprende TV 412 de Cablevisión.
- Organización de las Naciones Unidas para la Educación la Ciencia y la Cultura (Unesco)
- Organización de los Estados Americanos (OEA)
- Centro de Experimentación para el Desarrollo de la Formación Tecnológica (CEDeFT)
- Centro Regional para la Educación de Adultos en América Latina y el Caribe (CREFAL)
- Fondo de las Naciones Unidas para la Infancia (Unicef)
- Centro de Estudios Educativos (CEE)
- Centro de Tecnología Educativa (CTE)
- Centro de Investigaciones y Servicios Educativos (CISE)
- Departamento de Investigaciones Educativas (DIE)
- Centro Internacional de Estudios Superiores de Comunicación para América Latina (CIESPAL)
- Universidades latinoamericanas en: Argentina, Costa Rica, Honduras, Ecuador, Panamá, Trinidad & Tobago, Colombia, Haití y Venezuela.

## Directores
- José Dané Kimball (1956-1959)
- Luciano Hernández Cabrera (1959-1962)
- Miguel Leal Apastillado (1962-1968)
- Emmanuel Palacios (1969)
- Álvaro Gálvez y Fuentes (1969-1975)
- Raymundo López Ortiz (1975-1977)
- Santiago Sánchez Herrero (1977-1978)
- Juan Antonio Mateos Cícero (1978)
- Carlos Reta Martínez (1978)
- Juan Manuel Álvarez Manilla y de la Peña (1979-1985)
- Jorge Sota García (1985-1992)
- Jesús Hernández Torres (1992)
- Juan de Dios Rodríguez Cantón (1992-1995)
- José Antonio Carranza Palacios (1995-1996)
- Guillermo Kelley Salinas (1996-2002)
- David de la Garza Leal (2002-2007)
- Manuel Quintero Quintero (2007-2009)
- José Luis Espinosa Piña (2009-2014)
- Guillermo Kelley Salinas (2014)
- René Asomoza Palacio (2015-2018)
- Arturo Velázquez Jiménez (2018-2019)
- Enrique Calderón Alzati (2019-2022)
- Salvador Percastre-Mendizábal(2022-2025)
- Ismael Carvallo Robledo (2025- )

## Proyectos
Actualmente el Instituto lleva a cabo diversos proyectos, entre ellos:
- Biblioteca Digital del ILCE. Portal que ofrece obras y colecciones de libros en texto completo de libre acceso en Internet. Presenta obras de cultura general: literatura, arte, geografía, historia, divulgación científica, educación ambiental, y pedagogía, entre otras. Cuenta con una sección infantil que ofrece opciones de lectura para la edad escolar y una sección de didáctica para apoyar el trabajo y la formación docente de educación básica.
- Centro de Documentación (Cedal Digital). Con acervo especializado en tecnología educativa, comunicación educativa y educación abierta y a distancia; ofrece servicios de consulta, préstamo de libros, tesis y documentos impresos y digitales, apoya con información relevante proyectos y planes de estudio, recopila y pone a disposición materiales impresos y audiovisuales sobre las áreas de interés del Instituto.
- Centro de Multimedios Educativos (Ceme). Venta de material educativo, recursos didácticos y publicaciones especializadas tanto de producción del ILCE como de otras instituciones.
- Certificación de Competencias Laborales. Como Entidad de Certificación y Evaluación, el ILCE brinda la oportunidad de obtener un certificado en uno de los estándares de competencia disponibles en las áreas: Docentes, Coaching y Consultoría, Digitales, en Comunicación, para la Productividad, para la Salud y el Bienestar,  para la Sustentabilidad, para la Competitividad y Mejora Regulatoria, en el Ámbito Judicial y Competencias para la Certificación; las inscripciones están abiertas todo el año y están dirigidas a instituciones y público en general.
- Edulab ILCE.  El Laboratorio de Innovación Educativa, es el espacio que busca fomentar la creatividad y la interdisciplinariedad en el marco de las tendencias disruptivas. En Edulab se busca crear recursos educativos innovadores, investigar el impacto en el aprendizaje de nuevas tendencias educativas y formar competencias del siglo XXI a través de talleres y conferencias.

- SEPa Inglés. Con un modelo semipresencial y en línea, que facilitan el desarrollo de habilidades para el dominio del idioma, SEPa Inglés es un programa desarrollado especialmente para la comunidad latina que tiene como objeto la enseñanza del idioma inglés. Entre sus ventajas se mencionan los espacios de interacción con asesores/ facilitadores y estudiantes, la diversidad de materiales de apoyo y evaluaciones estandarizadas que permiten certificarse desde un nivel intermedio y avanzado.

- Mediateca ILCE. Resguardo y difusión de las producciones audiovisuales que ha realizado el Instituto.
- Proyectos Educativos. La experiencia desarrollada por los profesionales que integran el ILCE ha permitido contar con un abanico de posibilidades para la colaboración entre instituciones, siendo el organismo articulador para el intercambio de conocimientos, experiencias y buenas prácticas mediante estrategias educativas tecnológicas. Estos proyectos se diseñan y desarrollan a partir de la necesidad de responder a la innovación de prácticas pedagógicas o a coyunturas específicas de mejora en la productividad en diversos sectores. El Instituto se ha comprometido con la calidad de soluciones educativas integrales que impactan a las personas, comunidades e instituciones de los países integrantes, a través de recursos digitales para que las actividades lúdicas y didácticas sean el vínculo entre especialistas, docentes y estudiantes, abarcando diversas áreas de estudio.
- Posgrados.  Una de las funciones del ILCE es la formación de recursos humanos en el área de la tecnología educativa y la comunicación educativa y cultural,  es por ello que desde su origen cuenta con áreas de capacitación e instrucción. La Dirección Pedagógica es la responsable de planear, diseñar y operar programas de formación continua y posgrados, innovadores y de alta calidad con el propósito fundamental de dar respuesta a los grandes desafíos y retos educativos de nuestro tiempo. Pioneros en ofrecer la Maestría en Comunicación y Tecnologías Educativas, también cuenta con un programa de Doctorado.

- Red Escolar.  Es una comunidad educativa que fomenta un mejor aprendizaje en los estudiantes de educación básica, mediante el uso y aplicación de las tecnologías de la información y la comunicación (TIC). Integrada por grupos de alumnos, docentes, responsables de aulas de medios, directores de centros escolares, padres de familia y especialistas multidisciplinarios de la educación. A partir de 1997, se ha vinculado el interés por fomentar cada vez un mejor aprendizaje en los alumnos y alumnas mexicanos, a través de la implementación de estrategias didácticas fundamentadas en el uso y aplicación de las tecnologías de la información y la comunicación (TIC).